# Yorima flava
Yorima flava là một loài nhện trong họ Dictynidae.
Loài này thuộc chi Yorima. Yorima flava được Ralph Vary Chamberlin & Wilton Ivie miêu tả năm 1937.